# Republikanische Garde (Jemen)

Fahne der Republikanischen Garde des Jemens

Die jemenitische Republikanische Garde (arabisch الحرس الجمهوري اليمني, DMG al-Ḥaras al-Ǧumhūrī al-Yamanī), früher als Strategic Reserve Forces (arabisch قوات الاحتياطي الاستراتيجي, DMG Quwwāt al-Iḥtiyāṭī al-Istirātīǧī) zwischen 2013 und 2016 bezeichnet, ist eine Eliteformation der jemenitischen Armee.
Sie wird von Ahmed Salih, Sohn des ehemaligen Präsidenten Ali Abdullah Salih, kommandiert. Die Garde war vor allem am jemenitischen Aufstand von 2011 beteiligt, als sie auf Seiten der Regierung von Salih kämpfte.